# Sexduksflagga
Sexduksflagga är en treuddig svensk flagga i storleken 540 × 270 cm med Stora riksvapnet i mitten, den hissas vid särskilt viktiga händelser och ceremonier såsom statsbesök, högtidliga audienser, allmänna flaggdagar, Sveriges nationaldag, födelsedagar, begravningar samt dop inom Kungahuset.